# الدوري التونسي لكرة اليد 2004–05
الدوري التونسي لكرة اليد 2004-2005 هو الدورة 50 من الدوري التونسي لكرة اليد للرجال.
فاز بهذا الموسم الترجي الرياضي التونسي.

## روابط خارجية
- الموقع الرسمي للجامعة التونسية لكرة اليد.